# Сжатобрюх южный
Сжатобрюх южный, или стрекоза распространённая, или сжатобрюх распространённый, (лат. Sympetrum meridionale) — вид стрекоз семейства настоящих стрекоз.

## Описание

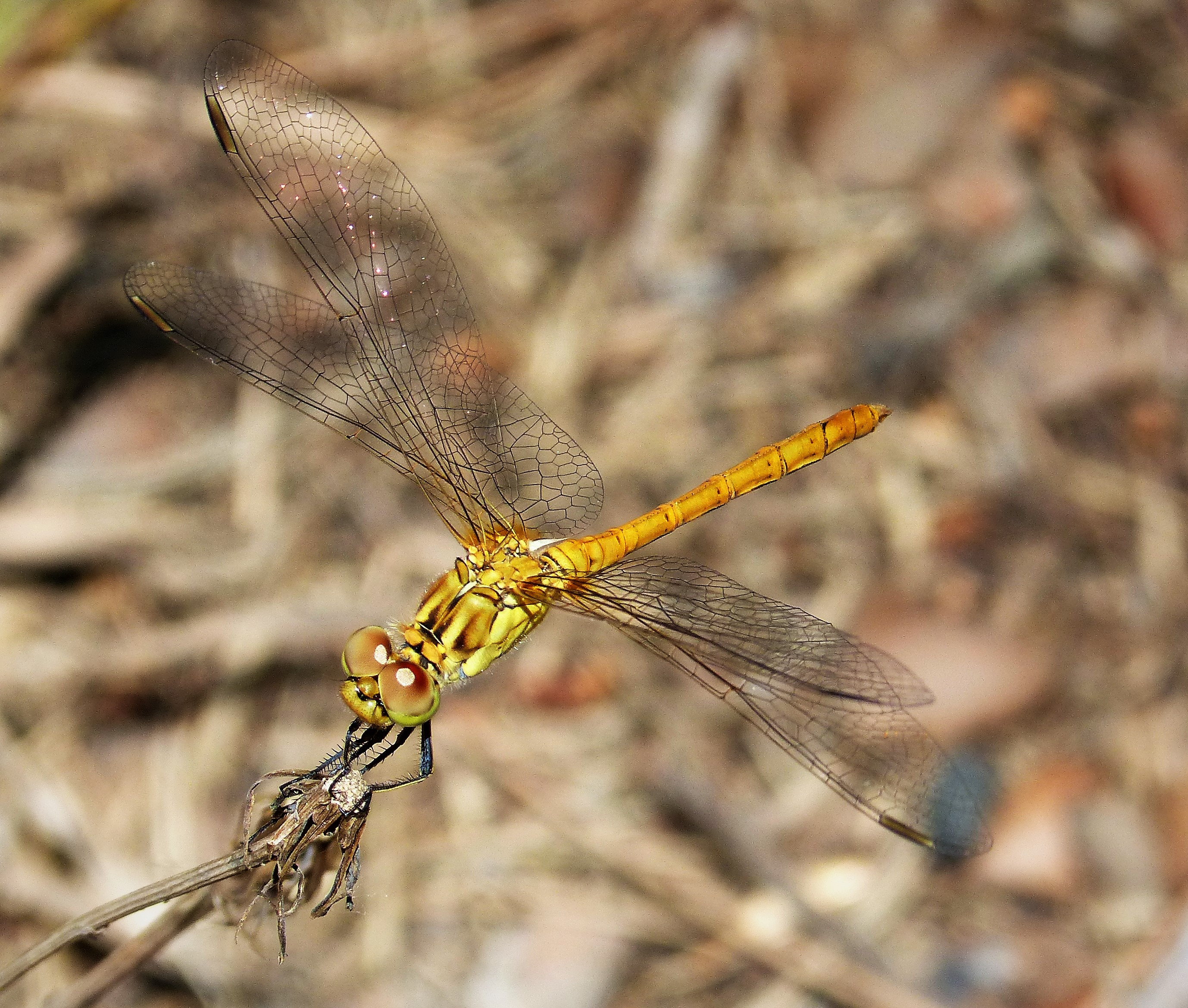
Самка

Длина: 35—40 мм, брюшко 22—28 мм, заднее крыло 25—30 мм. Задний край переднегруди имеет большой, почти вертикальным выступ, несущий на себе длинные волоски. Брюшко светло-красного цвета у самцов и желтоватое у самок. На IX-м сегменте брюшка боковое ребрышко отсутствует. Бока груди у обоих полов преимущественно светло окрашенные, буроватые. На груди чёрные линии, проходящие вдоль швов тонкие, каплеобразно утолщенные у оснований крыльев. Чёрная поперечная полоска, имеющаяся между лбом и теменем короткая. Затылок с тёмно-бурыми или черными полосами. Основание задних крыльев с небольшим, размытым жёлтым пятном. Ноги в коричневые или жёлтые.

## Ареал
Широко распространён в Европе, Средней Азии, Ближнем Востоке, России, Крыму. Временные популяции в Великобритании и Люксембурге.
На Украине обитает  в Западной Лесостепи, Прикарпатье, Карпатах и Закарпатской низменности (но биотопы, которые он занимает, и его численность в последние десятилетия очень сократились), на юге Черниговской области, а также в Киевской, Полтавской, Одесской (дельта реки Дунай), Запорожской, Донецкой областях.

## Биология
Время лёта: июнь — август-сентябрь. Предпочитает разные типы мелких стоячих водоёмов с густой растительностью или заболоченные, включая солоноватые и сезонно пересыхающие.